# هال لينتون
هال لينتون (بالإنجليزية: Hal Linton)‏ هو مغني باربادوسي، ولد في 25 ديسمبر 1986.